# Jug sporthall
Jug sporthall (kroatiska: Športska dvorana Jug) är en sporthall i Osijek i Kroatien. Den invigdes år 2005 och är uppkallad efter stadsdelen Jug II i vilken den är belägen. Sporthallen har kapacitet för 1 250 personer.
År 2007 uppfördes utbildningssporthallen i Beli Manastir som i det närmaste är en kopia av sporthallen i Osijek.  